# برت گرانت
برت گرانت (انگلیسی: Bert Granet؛ ‏ ۱۰ ژوئیهٔ ۱۹۱۰ – ۱۵ نوامبر ۲۰۰۲) فیلم‌نامه‌نویس، تهیه‌کننده تلویزیونی، و تهیه‌کننده فیلم اهل ایالات متحده آمریکا بود.
از فیلم‌ها یا سریال‌های تلویزیونی که وی در آن نقش داشته‌است، می‌توان به استادهای آمریکایی، گردن‌بند، منطقه نیمه‌روشن، یک دختر، یک مرد و یک ملوان و تسخیرناپذیران اشاره کرد.